# 渠江縣
渠江縣，唐代設置的縣。
梁置始安縣，隋開皇十八年改為賨城縣，唐武德元年復改為始安縣，天寶元年（742年）八月改為渠江縣。宋開寶二年（969年）於縣設置廣安軍，元代升為廣安府，明清為廣安州，洪武十年（1377年）五月戊寅以廣安州州治渠江縣省入廣安州。